# Tyrell Malacia
Tyrell Malacia (Rotterdam, 1999. augusztus 14. –) holland válogatott labdarúgó, az angol Premier League-ben szereplő Manchester United játékosa. Posztját tekintve hátvéd.

## Pályafutása

### Klubcsapatokban

#### Feyenoord
Malacia Rotterdamban született, 2008-ban, kilenc évesen csatlakozott a Feyenoord akadémiájához. 2015. december 2-án írta alá az első profi szerződését a holland klubal. 2017. december 6-án egy Napoli ellen 2-1-re megnyert Bajnokok Ligája mérkőzésen debütált, ahol mind a 90 percet végigjátszotta. Malacia a bajnokságban 2017. december 13-án debütált a Feyenoord színeiben egy  SC Heerenveen elleni 1-1-es döntetlen alkalmával. A 2018-as KNVB Cup döntőjét a padról nézte végig, ahol a Feyenoord 3-0-ra legyőzte az AZ Alkmaar csapatát. 2022 május 25-én kezdőként lépett pályára a Európa Konferencia Liga döntőjében Albániában, amely mérkőzést végül 1-0-ra elvesztettek az olasz AS Roma ellen. Később egyike volt annak az öt Feyenoord játékosnak akik jelölve lettek a kompetíció Szezon Csapatába.

### Manchester United
A Manchester United 2022. július 5-én hivatalosan bejelentette hogy 17 millió font ellenében leigazolta a holland védőt. Malacia egy négy éves szerződést írt alá az angol rekordbajnokkal. Ezzel az igazolással ő lett az eső játékos aki Erik ten Hag irányítása alatt csatlakozott a klubhoz. 2022. július 12-én debütált, egy Liverpool ellen 4–0-ra megnyert barátságos mérkőzésen, Luke Shaw cseréjeként a 46. percben. A bajnokságban augusztus 7-én egy a Brighton ellen 2-1-re elveszített mérkőzésen debütált, csereként a 90. percben.
A 2023–2024-es szezont ki kellett hagynia térdsérülés miatt, amit még az előző évad áprilisában szenvedett, de műtéten csak 2023 nyarán esett át. A 2024–2025-ös szezon elejére se tért vissza, megjelentek hírek, hogy nem biztos, hogy fog valaha újra játszani magas szinten. Első kompetitív mérkőzését 2024. november 12-én játszotta, 517 nappal utolsó találkozója után, a Manchester United U21-es csapatában, az EFL Trophy csoportkörében a Huddersfield Town ellen. A felnőtt keretbe először 2024. november 24-én került be, az Ipswich Town ellen, négy nappal később pedig már a kezdőben volt a Bodø/Glimt elleni Európa-liga-mérkőzésen. 550 nap elteltével volt először a tizenegyben. 2025. február 4-én a United kölcsönadta a holland PSV Eindhovennek.

### A válogatottban
Malacia Hollandiában született curaçaó-i anya és suriname-i apa gyermekeként. Malacia tagja volt az U16-os, U17-es, U18-as, U20-as és az U21-es Holland korosztályos válogatottaknak. 2021-ben meghívást kapott a Curaçaó-i válogatott bővített keretébe a 2021-es CONCACAF-aranykupa idejére. 2021. augusztus 21-én meghívót kapott a Holland válogatottba a 2022-es világbajnokság selejtező meccseire Norvégia, Montenegró és Törökország ellen. 2021. szeptember 4-én debütált egy Montenegró elleni mérkőzésen.

## Statisztika

### Klubcsapatokban
Frissítve: 2025. március 30-án.
| Klub                  | Szezon         | Bajnokság      | Bajnokság | Bajnokság | Kupa | Kupa  | Ligakupa | Ligakupa | Európa | Európa | Egyéb | Egyéb | Összes | Összes |
| Klub                  | Szezon         | Bajnokság      | P.        | Gólok     | P.   | Gólok | P.       | Gólok    | P.     | Gólok  | P.    | Gólok | P.     | Gólok  |
| --------------------- | -------------- | -------------- | --------- | --------- | ---- | ----- | -------- | -------- | ------ | ------ | ----- | ----- | ------ | ------ |
| Feyenoord             | 2017–2018      | Eredivisie     | 11        | 0         | 2    | 0     | —        | —        | 1      | 0      | 0     | 0     | 14     | 0      |
| Feyenoord             | 2018–2019      | Eredivisie     | 17        | 3         | 1    | 0     | —        | —        | 1      | 0      | 0     | 0     | 19     | 3      |
| Feyenoord             | 2019–2020      | Eredivisie     | 12        | 0         | 4    | 0     | —        | —        | 4      | 0      | –     | –     | 20     | 0      |
| Feyenoord             | 2020–2021      | Eredivisie     | 26        | 0         | 2    | 0     | —        | —        | 3      | 0      | 2     | 0     | 33     | 0      |
| Feyenoord             | 2021–2022      | Eredivisie     | 32        | 1         | 1    | 0     | —        | —        | 17     | 0      | –     | –     | 50     | 1      |
| Feyenoord             | Összes         | Összes         | 98        | 4         | 10   | 0     | —        | —        | 27     | 0      | 2     | 0     | 137    | 4      |
| Manchester United     | 2022–2023      | Premier League | 22        | 0         | 4    | 0     | 4        | 0        | 9      | 0      | –     | –     | 39     | 0      |
| Manchester United     | 2023–2024      | Premier League | 0         | 0         | 0    | 0     | 0        | 0        | 0      | 0      | –     | –     | 0      | 0      |
| Manchester United     | 2024–2025      | Premier League | 0         | 0         | 0    | 0     | 0        | 0        | 1      | 0      | 0     | 0     | 1      | 0      |
| Manchester United     | Összes         | Összes         | 22        | 0         | 4    | 0     | 4        | 0        | 10     | 0      | 0     | 0     | 40     | 0      |
| Manchester United U21 | 2024–2025      | —              | —         | —         | —    | —     | —        | —        | —      | —      | 1     | 0     | 1      | 0      |
| PSV (kölcsönben)      | 2024–2025      | Eredivisie     | 5         | 0         | 1    | 0     | —        | —        | 3      | 0      | —     | —     | 9      | 0      |
| Karrier összes        | Karrier összes | Karrier összes | 128       | 4         | 16   | 0     | 4        | 0        | 43     | 0      | 3     | 0     | 194    | 4      |

1. 1 2  Pályára lépés(ek) a Bajnokok Ligájában
2. 1 2 3 4 5  Pályára lépés(ek) az Európa Ligában
3. ↑  Pályára lépések az Eredivisie európai selejtezőjében
4. ↑  Pályára lépés(ek) az UEFA Konferencia Ligában
5. ↑  Pályára lépés az EFL Trophyban

### Válogatottban
Frissítve: 2023. június 14-én
| Válogatott | Év     | Pályára lépés | Gól |
| ---------- | ------ | ------------- | --- |
| Hollandia  | 2021   | 1             | 0   |
| Hollandia  | 2022   | 5             | 0   |
| Hollandia  | 2023   | 3             | 0   |
| Összes     | Összes | 9             | 0   |

## Sikerei, díjai
Feyenoord
- KNVB Cup: 2017–2018[29]
- Johan Cruyff Shield: 2018[30]
- UEFA Konferencia Liga ezüst: 2021–2022[31]

Manchester United
- Angol ligakupa: 2022–2023
- Angol kupagyőztes: 2023–2024

Egyéni elismerés
- UEFA Konferencia Liga – A szezon csapata: 2021–2022[7]

## Fordítás
Ez a szócikk részben vagy egészben  a   Tyrell Malacia című angol Wikipédia-szócikk fordításán alapul.  Az eredeti cikk szerkesztőit annak laptörténete sorolja fel. Ez a jelzés csupán a megfogalmazás eredetét és a szerzői jogokat jelzi, nem szolgál a cikkben szereplő információk forrásmegjelöléseként.